# Романеллі
Романеллі (італ. Grotta Romanelli) — гроті на морському узбережжі в італійській Апулії, археологічна пам'ятка. На пляжі останнього міжльодовикового періоду були виявлені вироби мустьєрської культури та романелльського типу.
Нижній шар Романеллі належить до ранньої середньокам'яної або до пізньої давньокам'яної доби. Датується 12 тисячами років тому.

## Залишки Романеллі
До знахідок належать геометричні мікроліти, понад 200 пластин з відтисненнями, меандри та абстрактне відтиснені зображення на стінах.
Залиши кісток виявлені у романелльських культурних шарах.

## Азило-романелльський тип пам'яток
Романнельський тип близький азильській культурі з характерними особливостями середньокам'яної доби європейського Середземномор'я. Саме тому у радянський та пост-радянській літературі вживається термін азило-романеллький тип. До цього культурного типу належать ранньо-середньокам'яні пам'ятки південного-заходу Румунії, а також білоліська група пам'яток Буджаку.